# Chuck Hayes
Charles Edward "Chuck" Hayes, Jr. (San Leandro, California; 11 de junio de 1983) es un exjugador de baloncesto estadounidense que disputó 11 temporadas en la NBA. Con 1,98 metros de altura, jugaba en la posición de ala-pívot.

## Carrera

### High School
Como júnior, Chuck acudió al Modesto Christian High School en California, donde fue nombrado All-League y All-State. Esa temporada se marcó un partido de 31 rebotes en el encuentro por el campeonato de Northern California. Ese registro es un récord en California. En su año sénior, Hayes lideró al equipo al campeonato estatal y fue nombrado "Mr. Basketball" en California y Parade All-American. Hayes también fue nombrado All-State en fútbol americano en su año sophomore.

### Universidad
Hayes se decidió por la Universidad de Kentucky antes que la de Kansas, y allí pasó 4 temporadas juganado con los Wildcats. Como freshman en la temporada 2001-02 empezó a dejar cuenta de sus capacidades con 5.9 puntos y 4.5 rebotes. Fue incluido en el Mejor Quinteto freshman de la Southeastern Conference. El equipo alcanzó la Sweet Sixteen (semifinales regionales) del torneo NCAA, donde cayeron ante Maryland.
Durante sus próximas tres temporadas aportó al resurgimiento de los Wildcats junto con Keith Bogans, Gerald Fitch, Erik Daniels y Kelenna Azubuike. En ese periodo Kentucky acumuló un récord de 87-15. En su segunda temporada sus números mejoraron con 8.6 puntos, 6.8 rebotes y 2.3 asistencias. Esta vez alcanzaron la final regional del torneo NCAA pero se quedaron a las puertas de la Final Four tras caer ante la Marquette de Dwyane Wade.
En su año júnior, en la temporada 2003-04 firmó su mejor temporada en la universidad con 10.7 puntos, 8.1 rebotes y 3 asistencias. En el torneo final no alcanzaron las cotas de años anteriores y se estancaron en la 2ª ronda, donde fueron derrotados por los UAB Blazers.
Chuck estaba ante su última oportunidad de hacer algo grando con Kentucky, pero se quedaron más cerca que nunca. Cayeron en la final regional ante Michigan State 94-88 tras dos prórrogas. Promedió 10.9 puntos, 7.7 rebotes y 2.3 asistencias. Durante su temporada sénior, los deportistas de la universidad apoyaron la candidatura de Hayes como All-American con el eslogan "All He Does Is Win" (todo lo que él hace es ganar). Pese a que fue elegido Mejor Defensor de la SEC en 2004, nunca recibió los honores de All-America.

### Profesional

#### NBDL
A pesar de su buena trayectoria en la NCAA, Hayes no fue elegido en el draft de 2005, pero fue fichado por Houston Rockets antes de comenzar la temporada 2005-06. Chuck jugó varios partidos de pretemporada antes de ser cortado. Fue entonces cuando Hayes fue elegido por Albuquerque Thunderbirds en el puesto 6 del draft de la NBDL. Hayes lideró la liga en rebotes con 12,2 en su etapa con los Thunderbirds, además de anotar 11,6 puntos.

#### NBA
Debido a la plaga de lesiones que asoló a los Rockets, Hayes firmó en enero de 2005 un contrato de 10 días con ellos donde convenció con creces. En su segundo partido con Houston se registró un doble-doble de 12 puntos y 13 rebotes ante Chicago Bulls. Entonces el equipo le hizo un contrato para el resto de temporada, donde coincidió con Keith Bogans, y temporalmente con Gerald Fitch, compañeros en Kentucky. Acabó la temporada con 3,7 puntos y 4,7 rebotes de media, convirtiéndose en uno de los jugadores más eficientes en defensa tras finalizar 3.º en la clasificación de reboteadores por 48 minutos.
Houston ejerció la opción de renovación que tenía sobre él en junio de 2006. En la temporada 2006-07 mejoró sus números con 5,6 puntos y 6,7 rebotes en 22 minutos de promedio, disputando 43 de sus 78 partidos de titular, y jugando los 7 encuentros de playoffs de titular.
Tras seis temporadas en Houston, el 22 de diciembre de 2011 firmó como agente libre con Sacramento Kings un contrato por cuatro años y $22,4 millones.
Durante su tercer año en Sacramento, el 8 de diciembre de 2013, es traspasado junto a Greivis Vásquez, Patrick Patterson y John Salmons a Toronto Raptors, a cambio de Rudy Gay, Quincy Acy y Aaron Gray.
Después de temporada y media en Toronto, el 31 de agosto de 2015, firma con Los Angeles Clippers, pero fue cortado el 24 de octubre sin llegar a debutar en partido oficial.
El 1 de noviembre de 2015, firma con Houston Rockets. Sin embargo, una semana después y tras dos encuentros, es cortado.

## Estadísticas de su carrera en la NBA

### Temporada regular
| Año     | Equipo     | PJ  | PT  | MPP  | %TC  | %3P  | %TL   | RPP | APP | ROB | TPP | PPP |
| ------- | ---------- | --- | --- | ---- | ---- | ---- | ----- | --- | --- | --- | --- | --- |
| 2005–06 | Houston    | 40  | 0   | 13.4 | .562 | .000 | .644  | 4.5 | .4  | .6  | .3  | 3.7 |
| 2006–07 | Houston    | 78  | 43  | 22.0 | .573 | .000 | .618  | 6.7 | .6  | .9  | .2  | 5.6 |
| 2007–08 | Houston    | 79  | 44  | 19.9 | .511 | .000 | .458  | 5.4 | 1.2 | 1.1 | .5  | 3.0 |
| 2008–09 | Houston    | 71  | 1   | 12.1 | .372 | .000 | .368  | 3.5 | .6  | .5  | .3  | 1.3 |
| 2009–10 | Houston    | 82  | 82  | 21.6 | .489 | .000 | .545  | 5.7 | 1.7 | .9  | .5  | 4.4 |
| 2010–11 | Houston    | 74  | 63  | 28.1 | .527 | .000 | .662  | 8.1 | 2.7 | 1.1 | .7  | 7.9 |
| 2011–12 | Sacramento | 54  | 9   | 19.2 | .429 | .000 | .667  | 4.3 | 1.4 | .7  | .3  | 3.2 |
| 2012-13 | Sacramento | 74  | 1   | 16.3 | .442 | .000 | .625  | 4.0 | 1.5 | .4  | .2  | 2.7 |
| 2013-14 | Sacramento | 16  | 1   | 11.2 | .438 | .000 | .714  | 2.9 | .4  | .7  | .1  | 2.1 |
| 2013-14 | Toronto    | 45  | 0   | 12.8 | .429 | .000 | .833  | 3.6 | .6  | .5  | .2  | 2.2 |
| 2014-15 | Toronto    | 29  | 0   | 8.8  | .478 | .000 | .545  | 1.8 | .7  | .3  | .1  | 1.7 |
| 2015-16 | Houston    | 2   | 0   | 12.0 | .500 | .000 | 1.000 | 4.0 | 1.0 | .0  | .0  | 2.0 |
| Total   | Total      | 644 | 244 | 18.3 | .498 | .000 | .620  | 5.0 | 1.2 | .7  | .4  | 3.7 |

### Playoffs
| Año   | Equipo  | PJ | PT | MPP  | %TC  | %3P  | %TL   | RPP | APP | ROB | TPP | PPP |
| ----- | ------- | -- | -- | ---- | ---- | ---- | ----- | --- | --- | --- | --- | --- |
| 2007  | Houston | 7  | 7  | 28.1 | .706 | .000 | .400  | 6.4 | .4  | 1.3 | .4  | 3.7 |
| 2008  | Houston | 6  | 0  | 18.0 | .636 | .000 | .000  | 4.7 | .8  | .5  | 1.0 | 2.3 |
| 2009  | Houston | 13 | 4  | 13.3 | .476 | .000 | .000  | 3.0 | .8  | 1.0 | .2  | 1.5 |
| 2014  | Toronto | 5  | 0  | 7.6  | .250 | .000 | 1.000 | 1.6 | .4  | .6  | .0  | 1.2 |
| Total | Total   | 31 | 11 | 16.6 | .544 | .000 | .571  | 3.9 | .6  | .9  | .4  | 2.1 |

## Vida personal
Chuck es hijo de Charles y Tracey Hayes.
El 21 de abril de 2007 su novia, Nicole Anderson, dio a luz a su primer hijo, Dorian Titus Hayes.
Luego se casó con Rochelle Jackson el 8 de agosto de 2014. Y más tarde, el 21 de mayo de 2015, su esposa dio a luz a los gemelos Kaine William Hayes y Kao Asiel Hayes.
Es licenciado en comunicaciones.